# ジョン・ローレンス (ニューヨーク市長)
ジョン·ローレンス（John Lawrence、1618年 – 1699年）は、イギリス植民地時代のアメリカの政治家。

## 人生
1635年にプリマスに到着し、後にイプスウィッチ、さらにロングアイランドへ移住した。1644年、オランダ植民地総督ウィレム・キーフトの認可の元、ヘムステッドの特許権者の一人であった。1645年に、キーフトはフラッシングの特許をローレンスとその他16名に与え、イギリス植民地総督リチャード・ニコルズも1666年に認可した。
1658年、ニューアムステルダムに移住した。1663年、知事ピーター・ストイフェサントによってハートフォードのConnecticut General Assemblyでニューイングランドとニューネーデルラント間の境界を決定する交渉をするCommissionerに任命された。
1665年にニューヨークができた時、最初の市会議員の一人となった。1672年から1691年と1691年にニューヨーク市長を務めた。1692年から死ぬまでニューヨーク州最高裁判所の判事を務めた。
スザンナと結婚し、6人の子供がいた。息子ジョン·ローレンスはトーマス・ウィレット市長の未亡人サラ・ウィレットと結婚した。娘スザンナは最初ゲイブリエル・ミンヴィエール市長、次に市会議員のウィリアム・スミスと結婚した。娘メアリーはウィリアム・ホイッティングヘイムと結婚した。メアリーの娘メアリー・ホイッティングヘイム（1728年生）はガードン・ソルトンストール知事と結婚した。